# 2019-es rövidpályás gyorskorcsolya-Európa-bajnokság
A hollandiai Dordrechtben rendezték a rövidpályás gyorskorcsolyázók 23. kontinensbajnokságát 2019. január 11. és január 13. között.
A magyar csapat négy arany-, négy ezüst- és egy bronzéremmel – összesen kilenc dobogós helyezéssel –, az éremtáblázat élén zárta a viadalt.

## Naptár
Az Európa-bajnokság eseményei helyi idő szerint (UTC +01:00):
| január 11., péntek                              | január 11., péntek | január 12., szombat                                         | január 12., szombat | január 12., szombat                                         | január 12., szombat | január 13., vasárnap                                                                            | január 13., vasárnap |
| Idő                                             | Esemény | Idő                                                         | Esemény | Idő                                                         | Esemény | Idő                                                                                             | Esemény |
| ----------------------------------------------- | --- | ----------------------------------------------------------- | --- | ----------------------------------------------------------- | --- | ----------------------------------------------------------------------------------------------- | --- |
| 10:00 10:27 11:13 11:32 17:30 17:45 18:41 19:17 | Nők 1500m negyeddöntő Férfiak 1500m negyeddöntő Nők 500m előfutam Férfiak 500m előfutam Nők 1000m előfutam Férfiak 1000m előfutam Nők 3000m váltó negyeddöntő Férfiak 5000m váltó negyeddöntő | 11:30 11:38 12:11 12:19 14:32 14:49 15:21 15:27 15:35 15:41 | Nők ranglista futama 1500m Férfiak ranglista futama 1500m Nők ranglista futama 500m Férfiak ranglista futama 500m Nők 1500m elődöntő Férfiak 1500m elődöntő Nők 1500m B döntő Nők 1500m döntő Férfiak 1500m B döntő Férfiak 1500m döntő | 16:04 16:19 16:48 16:56 17:19 17:23 17:29 17:33 17:54 18:09 | Nők 500m negyeddöntő Férfiak 500m negyeddöntő Nők 500m elődöntő Férfiak 500m elődöntő Nők 500m B döntő Nők 500m döntő Férfiak 500m B döntő Férfiak 500m döntő Nők 3000m váltó elődöntő Férfiak 5000m váltó elődöntő | 11:45 11:55 12:26 12:34 14:47 15:04 15:36 15:45 16:09 16:14 16:21 16:25 16:45 16:54 17:19 17:28 | Nők ranglista futama 1000m Férfiak ranglista futama 1000m Nők 3000m váltó B döntő Férfiak 5000m váltó B döntő Nők 1000m negyeddöntő Férfiak 1000m negyeddöntő Nők 1000m elődöntő Férfiak 1000m elődöntő Nők 1000m B döntő Nők 1000m döntő Férfiak 1000m B döntő Férfiak 1000m döntő Nők 3000m szuperdöntő Férfiak 3000m szuperdöntő Nők 3000m váltó döntő Férfiak 5000m váltó döntő |

## A versenyen részt vevő nemzetek
A versenyen 24 nemzet 131 sportolója – 72 férfi és 59 nő – vett részt, az alábbi megbontásban:
| Részt vevő nemzetek férfi / nő megbontásban | Részt vevő nemzetek férfi / nő megbontásban | Részt vevő nemzetek férfi / nő megbontásban | Részt vevő nemzetek férfi / nő megbontásban | Részt vevő nemzetek férfi / nő megbontásban | Részt vevő nemzetek férfi / nő megbontásban | Részt vevő nemzetek férfi / nő megbontásban | Részt vevő nemzetek férfi / nő megbontásban | Részt vevő nemzetek férfi / nő megbontásban |
| ------------------------------------------- | ------------------------------------------- | ------------------------------------------- | ------------------------------------------- | ------------------------------------------- | ------------------------------------------- | ------------------------------------------- | ------------------------------------------- | ------------------------------------------- |
| nemzet                                      | F                                           | N                                           | nemzet                                      | F                                           | N                                           | nemzet                                      | F                                           | N                                           |
| Ausztria (AUT)                              | 2                                           | 0                                           | Hollandia (NED)                             | 5                                           | 5                                           | Németország (GER)                           | 2                                           | 5                                           |
| Belgium (BEL)                               | 5                                           | 2                                           | Horvátország (CRO)                          | 2                                           | 4                                           | Olaszország (ITA)                           | 5                                           | 5                                           |
| Bosznia-Hercegovina (BIH)                   | 1                                           | 0                                           | Írország (IRL)                              | 2                                           | 0                                           | Oroszország (RUS)                           | 5                                           | 5                                           |
| Bulgária (BUL)                              | 1                                           | 2                                           | Izrael (ISR)                                | 1                                           | 0                                           | Szerbia (SRB)                               | 1                                           | 0                                           |
| Csehország (CZE)                            | 1                                           | 5                                           | Lengyelország (POL)                         | 5                                           | 5                                           | Szlovákia (SVK)                             | 0                                           | 2                                           |
| Egyesült Királyság (GBR)                    | 5                                           | 2                                           | Lettország (LAT)                            | 4                                           | 0                                           | Szlovénia (SLO)                             | 1                                           | 0                                           |
| Fehéroroszország (BLR)                      | 4                                           | 4                                           | Luxemburg (LUX)                             | 1                                           | 0                                           | Törökország (TUR)                           | 5                                           | 0                                           |
| Franciaország (FRA)                         | 5                                           | 4                                           | Magyarország (HUN)                          | 5                                           | 5                                           | Ukrajna (UKR)                               | 4                                           | 4                                           |

F = férfi, N = nő

## Eredmények

### Éremtáblázat
(A táblázatokban Magyarország és a rendező ország eltérő háttérszínnel kiemelve.)
| #        | nemzet                   | arany | ezüst | bronz | összesen |
| 1        | Magyarország (HUN)       | 4     | 4     | 2     | 10       |
| 2        | Hollandia (NED)          | 4     | 1     | 1     | 6        |
| 3        | Oroszország (RUS)        | 2     | 2     | 6     | 10       |
| 4        | Olaszország (ITA)        | 1     | 1     | 0     | 2        |
| 5        | Lengyelország (POL)      | 1     | 0     | 0     | 1        |
| 6        | Egyesült Királyság (GBR) | 0     | 1     | 3     | 4        |
| 7        | Belgium (BEL)            | 0     | 1     | 0     | 1        |
| 7        | Franciaország (FRA)      | 0     | 1     | 0     | 1        |
| 7        | Izrael (ISR)             | 0     | 1     | 0     | 1        |
| összesen | összesen                 | 12    | 12    | 12    | 36       |

### Éremszerzők
| versenyszám           | arany                                                                                       | arany    | ezüst | ezüst    | bronz                                                                                                  | bronz    |
| férfiak               |                                                                                             |          | |          | |          |
| 500 m                 | Liu Shaoang (HUN)                                                                           | 41,120   | Liu Shaolin Sándor (HUN)                                                                                            | 41,202   | Pavel Szitnyikov (RUS)                                                                                 | 41,338   |
| 1000 m                | Szemjon Jelisztratov (RUS)                                                                  | 1:24,624 | Liu Shaolin Sándor (HUN)                                                                                            | 1:24,702 | Gyenisz Ajrapetyan (RUS)                                                                               | 1:24,816 |
| 1500 m                | Liu Shaolin Sándor (HUN)                                                                    | 2:13,579 | Liu Shaoang (HUN)                                                                                                   | 2:13,665 | Szemjon Jelisztratov (RUS)                                                                             | 2:13,740 |
| 3000 m-es szuperdöntő | Yuri Confortola (ITA)                                                                       | 4:43,014 | Vladislav Bykanov (ISR)                                                                                             | 4:44,701 | Liu Shaoang (HUN)                                                                                      | 4:46,026 |
| 5000 m-es váltó       | Magyarország (HUN) · Burján Csaba · Cole Krueger · Liu Shaoang · Liu Shaolin Sándor         | 6:54,168 | Hollandia (NED) · Daan Breeuwsma · Jasper Brunsmann · Itzhak de Laat · Dennis Visser                                | 6:54,249 | Oroszország (RUS) · Gyenisz Ajrapetyan · Szemjon Jelisztratov · Alekszandr Sulginov · Pavel Szitnyikov | 6:59,609 |
| összetett             | Liu Shaolin Sándor (HUN)                                                                    | 84 pont  | Liu Shaoang (HUN)                                                                                                   | 71 pont  | Szemjon Jelisztratov (RUS)                                                                             | 55 pont  |
| nők                   |                                                                                             |          | |          | |          |
| 500 m                 | Natalia Maliszewska (POL)                                                                   | 42,842   | Martina Valcepina (ITA)                                                                                             | 43,241   | Lara van Ruijven (NED)                                                                                 | 43,507   |
| 1000 m                | Szofija Proszvirnova (RUS)                                                                  | 1:29,045 | Tifany Huot-Marchand (FRA)                                                                                          | 1:29,101 | Elise Christie (GBR)                                                                                   | 1:29,247 |
| 1500 m                | Suzanne Schulting (NED)                                                                     | 2:29,181 | Elise Christie (GBR)                                                                                                | 2:29,416 | Szofija Proszvirnova (RUS)                                                                             | 2:29,706 |
| 3000 m-es szuperdöntő | Suzanne Schulting (NED)                                                                     | 5:06,350 | Hanne Desmet (BEL)                                                                                                  | 5:07,438 | Elise Christie (GBR)                                                                                   | 5:07,904 |
| 3000 m-es váltó       | Hollandia (NED) · Rianne de Vries · Suzanne Schulting · Yara van Kerkhof · Lara van Ruijven | 4:09,396 | Oroszország (RUS) · Jekatyerina Jefremenkova · Jekatyerina Konsztantyinova · Jemina Malagics · Szofija Proszvirnova | 4:10,446 | Magyarország (HUN) · Bácskai Sára · Jászapáti Petra · Marta Knoch · Somogyi Barbara                    | 4:14,412 |
| összetett             | Suzanne Schulting (NED)                                                                     | 76 pont  | Szofija Proszvirnova (RUS)                                                                                          | 57 pont  | Elise Christie (GBR)                                                                                   | 47 pont  |